# Nagroda im. Hugona Steinhausa
Nagroda im. Hugona Steinhausa – polska nagroda przyznawana przez Polskie Towarzystwo Matematyczne za osiągnięcia w dziedzinie zastosowań matematyki. Jest jedną z czterech nagród głównych tego towarzystwa. Początkowo (od 1979 roku) nagrodę przyznawano nieregularnie, od 2015 robi się to każdego roku.

## Laureaci[1]
- 1979: Jerzy Baksalary
- 1979: Radosław Kala(inne języki)
- 1984: Leon Jeśmanowicz
- 1986: Maciej Marek Sysło
- 1987: Stanisław Trybuła
- 1989: Zdzisław Pawlak
- 1991: Władysław Szczotka
- 1996: Aleksander Weron
- 1999: Marek Kałuszka
- 2000: Jarosław Bartoszewicz
- 2004: Łukasz Stettner
- 2006: Zdzisław Rychlik
- 2007: Teresa Ledwina
- 2009: Ryszard Rudnicki
- 2011: Zbigniew Peradzyński(inne języki)
- 2013: Zbigniew Palmowski(inne języki)
- 2015: Dariusz Wrzosek
- 2016: Piotr Zgliczyński
- 2017: Rafał Weron(inne języki)
- 2018: Marek Rutkowski(inne języki)
- 2019: Adam Bobrowski(inne języki)
- 2020: Małgorzata Bogdan(inne języki)
- 2021: Irena Lasiecka
- 2022: Jan Obłój(inne języki)
- 2023: Marian Mrozek
- 2024: Urszula Foryś(inne języki)